# Anilios leucoproctus
Anilios leucoproctus — вид змій родини сліпунів (Typhlopidae). Мешкає в Австралії і Папуа Новій Гвінеї.

## Поширення і екологія
Anilios leucoproctus мешкають на північному сході півострова Кейп-Йорк в Квінсленді, на східних островах Торресової протоки та в нижній течії річок Флай і Мата на півдні Нової Гвінеї.